# Carolinian (Amtrak)
Le Carolinian est un train de voyageurs reliant quotidiennement la ville de Charlotte en Caroline du Nord à New York. Ce train est exploité depuis sa création en 1990 par Amtrak bien qu'il soit financé en grande partie par le département des transports de Caroline du Nord (NCDOT). Le train comprend une voiture bar, plusieurs voitures de voyageurs de classe économique ou affaire. Le Carolinian utilise les voies électrifiées du Northeast Corridor entre New York et Washington. Le train à destination de New York quitte Charlotte vers 7H pour arriver à destination en début de soirée. Dans l'autre sens, le train quitte New York durant l'heure de pointe du matin pour arriver à Charlotte en milieu de soirée.
Ce train dessert de très nombreuses gares en Caroline du Nord tel que Rocky Mount, Wilson, Selma, Raleigh, Cary, Durham, Burlington, Greensboro, High Point, Salisbury et Kannapolis. Le Carolinian est doublé par un autre train: le Piedmont entre les gares de Raleigh et Charlotte.
Durant l'année 2018, le Carolinian a transporté 256 886 passagers soit 8% de moins qu'en 2017,. En règle générale, la fréquentation du Carolinian  est en baisse continue depuis 2013 où il avait transporté 317 550 passagers,. La ligne avait alors rapporté 19 841 847 dollars.
Le Carolinian a la particularité de permettre le transport de vélo entre les arrêts de Caroline du Nord. Ce train est commercialisé sous la marque NC by Train

## Histoire

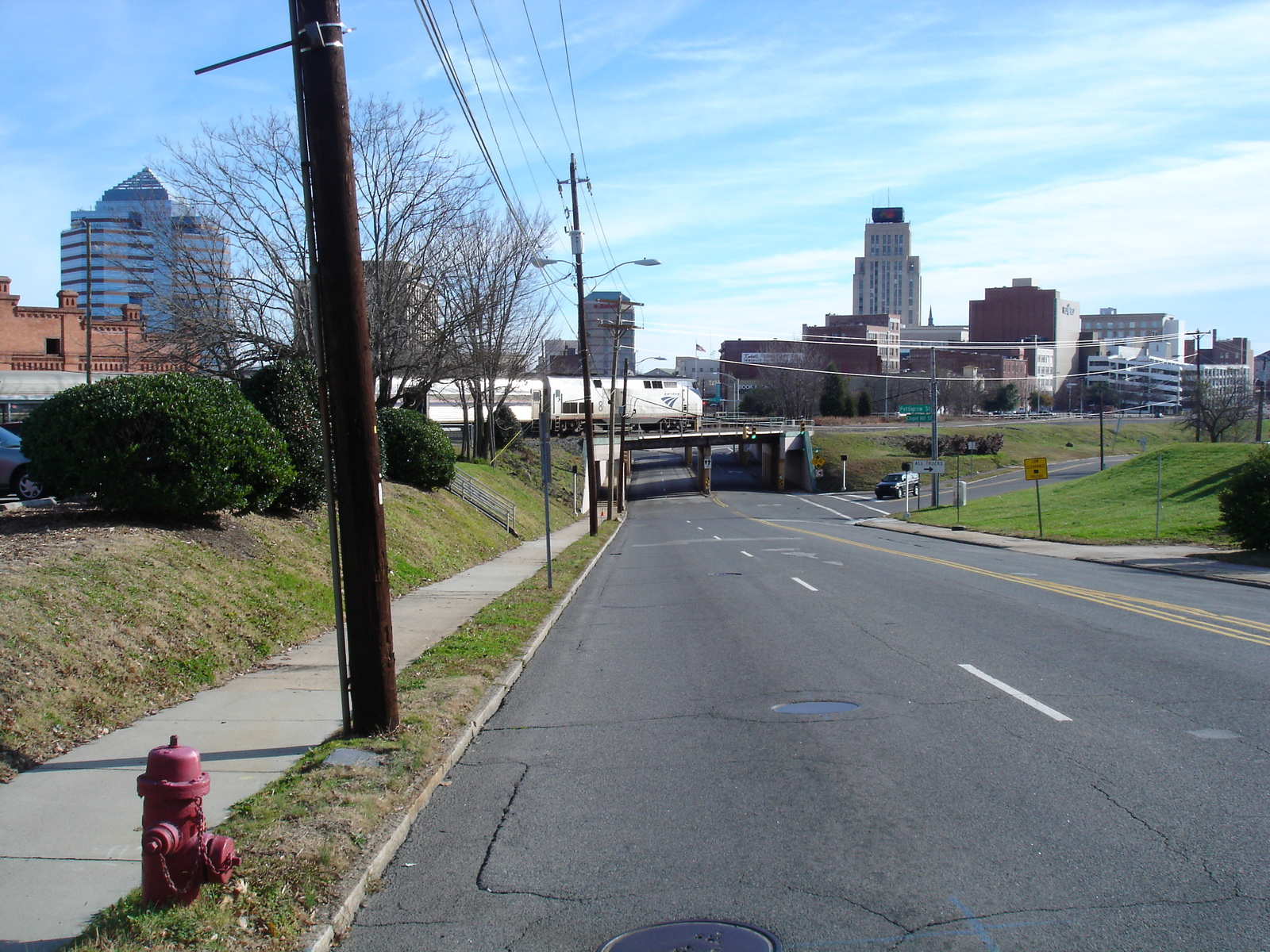
Le Carolinian à Durham

Durant les 2 premières décennies après la création d'Amtrak, la desserte de la Caroline du Nord était assurée exclusivement par des trains longue distance, qui n'étaient pas adaptés aux voyages régionaux. Seul le Piedmont exploité entre Greensboro et Charlotte par la Southern Railway, l'une des seules compagnies ferroviaires privées à avoir refusé de céder ses activités passagers à Amtrak assurait un service régional. Cependant, la Southern Railway réduira considérablement son service restant à partir de 1976, y compris ses trains moyen courrier passant par l'État avant de céder tous ses services voyageurs à Amtrak en 1979.
Amtrak a introduit le Carolinian pour la première fois le 28 octobre 1984, en partenariat avec l'État de Caroline du Nord. C'était à l'origine une branche du Palmetto, qui reliait New York et Savannah, en Géorgie. Il a roulé dans un premier temps de Charlotte à Raleigh. De là, il prenait la direction de Richmond, en Virginie où le Carolinian rejoignait le Palmetto pour le voyage à New York. Le train en direction sud opérait dans le sens inverse, se séparant du Palmetto à Richmond tandis que le Palmetto continuait jusqu'à Savannah. La Caroline du Nord a soutenu le Carolinian avec une subvention annuelle de 436 000 $ de Charlotte à la ligne de Virginie,.  C'était le premier service direct de Raleigh à Charlotte en 30 ans et le premier service spécifique à la Caroline du Nord en 20 ans.
Amtrak voulait que le Carolinian soit un projet pilote d'un an et était très disposé à rendre le tracé permanent. Cependant, si le taux de remplissage a dépassé les attentes, les revenus ont été bien plus faibles que prévu : la plupart des passagers ont voyagé en Caroline du Nord et n'ont pas continué vers le nord-est. Amtrak a également été gêné par la prolifération des tarifs aériens bon marché entre Charlotte et Raleigh vers le nord-est. Au bout d'un an de service, les pertes du Carolinian était de 800 000 $. La Caroline du Nord a également refusé d'augmenter sa subvention ce qui a forcé Amtrak a arrêter le Carolinian le 3 septembre 1985. Les partisans du Carolinian ont reproché à Amtrak et à l'État de ne pas commercialiser correctement le train; de nombreux passagers ignorant que le train allait jusqu'à New York,.
Amtrak et la Caroline du Nord ont relancé le Carolinian le 12 mai 1990. Comme en 1984, il s'agissait à l'origine d'une branche du Palmetto, mais cette fois la séparation était effectuée à Rocky Mount, en Caroline du Nord.  Cette version s'est avérée plus réussie qu'en 1984 car en avril 1991, Amtrak a fait du Carolinian un train de jour à part entière fonctionnant de Charlotte à New York.
En 1995, le Carolinian a été rejoint par un autre train régional, le Piémont, qui longe l'Interstate 85 entre Raleigh et Charlotte. Le Piémont devait à l'origine entrer en service en 1993, mais a été retardé lorsque Norfolk Southern a insisté pour qu'Amtrak construise une nouvelle jonction triangulaire à Charlotte car auparavant, le Carolinian a destination de Charlotte devait faire un haut-le-pied de 16 kilomètres jusqu'à la jonction triangulaire la plus proche situé à Pineville,.
Jusqu'en 2004, le Carolinian effectuait  un arrêt à la gare de l'aéroport BWI Marshall.
Le 9 mars 2015, un train Carolinian en direction du nord est entré en collision avec un semi-remorque coincé sur les voies dans le comté de Halifax, faisant 55 blessés. La locomotive s'est couchée sur le côté, tandis que tous les wagons sont restés debout,.
Le NCDOT subventionne le Carolinian de Charlotte à la frontière entre avec la Virginie. Depuis 2017, le NCDOT envisage une extension du Carolinian à New Haven. L'extension réduirait ou éliminerait la nécessité pour le NCDOT de financer la partie de la Caroline du Nord de l'itinéraire, et fournirait un train en direction du sud qui partirait plus tôt de New Haven.
Les plans à long terme prévoient de restaurer une partie de l'ancienne ligne principale de la Seaboard Coast Line Railroad entre Raleigh et Richmond, connue sous le nom de «S-Line», dans le cadre de la construction du Southeast High Speed Rail Corridor entre Charlotte et Washington. La S-Line avait été abandonnée en 1985, obligeant Amtrak à réacheminer ses trains reliant Raleigh et le nord-est à Selma sur une autre ligne. On estime que la restauration de la S-Line réduira d'une heure le temps de fonctionnement du train en permettant un itinéraire plus direct.
De juillet 2019 à septembre 2019, Amtrak a ramené le terminus sud du Carolinian à Raleigh du lundi au jeudi pour permettre à CSX de réaliser l'entretien des voies. Le train a fonctionné normalement les vendredis, samedis et dimanches.
En avril 2020,le  NCDOT et Amtrak ont suspendu le Carolinian jusqu'au 4 mai dans le cadre d'une série de réductions de services en réponse à la pandémie de COVID-19. La suspension a été prolongée jusqu'au 17 mai pour permettre à CSX d'effectuer l'entretien des voies. Le train est revenu le 18 mai mais limité au service entre Charlotte et Raleigh,  bien que le NCDOT et Amtrak espéraient ramener le terminus nord de la ligne au moins jusqu'à Washington d'ici juin. Le Piémont a été suspendu le même jour que le retour Carolinian  par mesure de réduction des coûts, laissant le Carolinian comme seule liaison ferroviaire entre Charlotte et Raleigh jusqu'à nouvel ordre,. Le 29 mai, le NCDOT a annoncé sur Twitter que le service complet jusqu'à New York reprendrait le 1er juin.

## Itinéraire
Le Carolinian opère sur le réseau d'Amtrak (Northeast Corridor) mais aussi sur des voies n'appartenant à Amtrak mais à d'autre compagnies privé tel que CSX Transportation, Norfolk Southern Railway ou encore North Carolina Railroad .
Deux itinéraires de bus d'Amtrak relient les vastes étendues de l'Est de la Caroline du Nord à la gare de Wilson.
Le train a deux arrêts saisonniers en octobre. Un à Lexington le jour du festival du barbecue de Lexington et un arrêt supplémentaire dans la banlieue de Raleigh lors de la foire d'État de Caroline du Nord.
Avant 2019, le Carolinian en direction nord suivait la pratique de la plupart des trains à moyenne et longue distance circulant sur le Northeast Corridor et ne permettait pas aux passagers de voyager uniquement entre les gares du corridor nord-est. Les trains en direction de New York ne s'arrêtaient que pour déposer les passagers et les trains en direction de la Caroline du Nord ne s'arrêtaient que pour prendre des passagers. Cette politique vise à garder des sièges disponibles pour les passagers effectuant des voyages plus longs. À partir de 2019, le Carolinian en direction nord a commencé à autoriser les déplacements locaux sur le corridor nord-est les dimanches, jeudis et vendredis. Le Carolinian en direction sud permet à tout moment les déplacements locaux à partir de Trenton.

## Composition

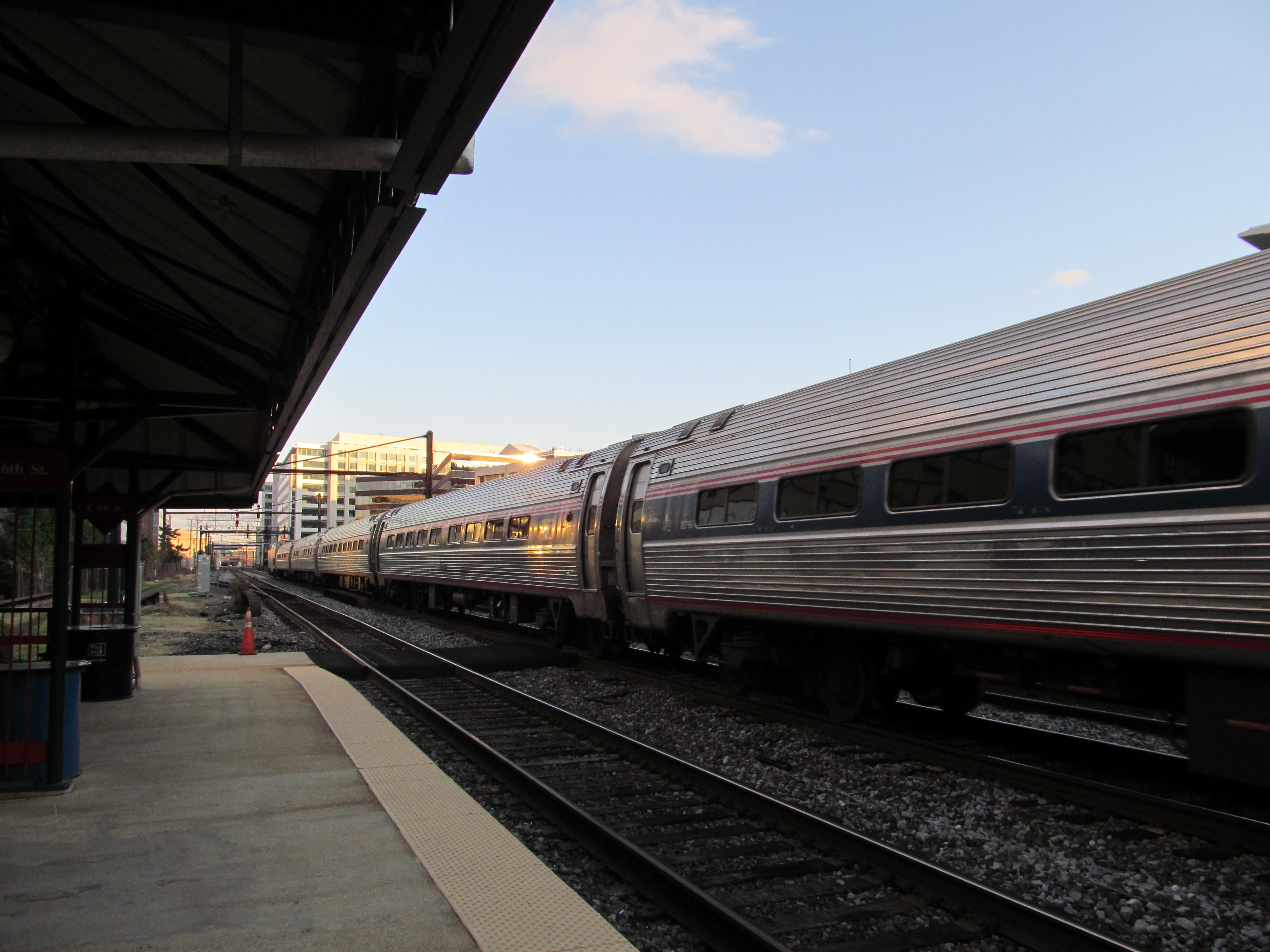
Un Carolinian équipé de voitures Amfleet.

Le Carolinian fonctionne généralement avec 4 voiture de type Amfleet I, une voiture bar de type Amfleet, une voiture de classe affaires de type Amfleet et un fourgon à bagages de type Viewliner . Ces voitures sont tractés par une locomotrice diesel GE P42DC au sud de Washington. La traction entre Washington et New York est assuré par une locomotive électrique Siemens ACS-64.

## Gares desservies
| État                 | Ville          | Gare                             | Correspondance |
| -------------------- | -------------- | -------------------------------- | --- |
| New York             | New York       | Penn Station                     | Amtrak: Acela, Adirondack, Cardinal, Crescent, Empire Service, Ethan Allen Express, Keystone Service, Lake Shore Limited, Maple Leaf, Northeast Regional, Palmetto, Pennsylvanian, Silver Meteor, Silver Star, Vermonter LIRR: Main Line, Port Washington Branch NJ Transit: North Jersey Coast Line, Northeast Corridor Line, Gladstone Branch, Montclair-Boonton Line, Morristown Line NYC Subway: 1, 2, 3, A, C, E, B, D, F, M, N, Q, R, et W NYC Transit buses: M7, M20, M34 / M34A, Q32 PATH: Hoboken–33rd Street, Journal Square–33rd Street, Journal Square–33rd Street (via Hoboken) |
| New Jersey           | Newark         | Newark Penn Station              | Amtrak: Acela, Cardinal, Crescent, Keystone Service, Northeast Regional, Palmetto, Pennsylvanian, Silver Meteor, Silver Star, Vermonter NJ Transit : Newark City Subway, Newark Light Rail, North Jersey Coast Line, Northeast Corridor Line, Raritan Valley Line, 1, 5, 11*, 21, 25, 28*, 29*, 30*, 34, 39, 40, 41* 62, 67, 70, 71, 72, 73, 76, 78*, 79*, 108, 308*, 319, 361*, 375*, 378*, go25* *service limité PATH: Newark–World Trade Center Coach USA: 31, 44 |
| New Jersey           | Trenton        | Transit Center                   | Amtrak: Acela, Cardinal, Crescent, Keystone Service, Northeast Regional, Palmetto, Pennsylvanian, Silver Meteor, Silver Star, Vermonter NJ Transit: Northeast Corridor Line, River Line, 409, 418, 600, 601, 604, 606, 608, 609, 611, 619 SEPTA Regional Rail: Trenton Line SEPTA Suburban Transit Division |
| Pennsylvanie         | Philadelphie   | 30th Street Station              | Amtrak : Northeast Regional, Cardinal, Carolinian, Crescent, Keystone service, Palmetto (en), Pennsylvanian, Silver Meteor, Silver Star, Vermonter NJ Transit : Atlantic City Line SEPTA City Transit Division SEPTA Suburban Transit Division SEPTA Regional Rail: Airport Line, Warminster Line, Wilmington/Newark Line, West Trenton Line, Media/Elwyn Line, Lansdale/Doylestown Line, Paoli/Thorndale Line, Manayunk/Norristown Line, Cynwyd Line, Trenton Line, Chestnut Hill East Line, Chestnut Hill West Line, Fox Chase Line                                                        |
| Delaware             | Wilmington     | Wilmington                       | Amtrak : Northeast Regional, Cardinal, Carolinian, Crescent, Palmetto (en), Pennsylvanian, Silver Meteor, Silver Star, Vermonter Greyhound Lines DART First State: 2, 5, 6, 10, 11, 13, 14, 16, 18, 20, 25, 28, 31, 33, 35, 40, 45, 47, 47X, 48, 52, 54, 55, 301, 305 (En saison) SEPTA Regional Rail: Wilmington/Newark Line |
| Maryland             | Baltimore      | Penn Station                     | Amtrak : Northeast Regional, Cardinal, Carolinian, Crescent, Palmetto (en), Pennsylvanian, Silver Meteor, Silver Star, Vermonter MARC Train: Penn Line MTA : Métro léger Charm City Circulator |
| District de Columbia | Washington     | gare de Washington Union Station | Amtrak : Northeast Regional, Capitol Limited, Cardinal, Carolinian, Crescent, Palmetto, Pennsylvanian, Silver Meteor, Silver Star, Vermonter, Bus pour Charlottesville MARC Train: Brunswick Line, Camden Line, Penn Line VRE: Manassas Line, Fredericksburg Line Métro : Ligne rouge Metrobus DC Circulator Tramway de Washington : H Street/Benning Road Line MTA Loudoun County Transit PRTC |
| Virginia             | Alexandria     | Alexendria                       | Amtrak: Cardinal, Crescent, Northeast Regional, Palmetto, Silver Meteor, Silver Star VRE: Fredericksburg Line, Manassas Line Metro: Blue Line, Yellow Line Metrobus: REX, 28A, 29K, 29N DASH: AT2, AT5, AT6, AT7, AT8, AT10 |
| Virginia             | Quantico       | Quantico                         | Amtrak: Northeast Regional VRE: Fredericksburg Line PRTC: OmniLink, 1 |
| Virginia             | Fredericksburg | Fredericksburg                   | Amtrak: Northeast Regional,Silver Meteor VRE: Fredericksburg Line FRED D1, F2, F4, VF1, VS1 |
| Virginia             | Richmond       | Richmond Staples Mill Road       | Amtrak: Northeast Regional, Palmetto, Silver Meteor, Silver Star, Bus pour Charlottesville GRTC: Route 18 |
| Virginia             | Ettrick        | Ettrick                          | Amtrak: Northeast Regional, Palmetto, Silver Meteor, Silver Star |
| Caroline du Nord     | Rocky Mount    | Rocky Mount                      | Amtrak: Palmetto, Silver Meteor, Silver Star Greyhound Lines Tar River Transit: toutes les routes |
| Caroline du Nord     | Wilson         | Wilson                           | Amtrak: Palmetto, Bus pour Greenville, New Bern, Havelock, Morehead City, Goldsboro, Kinston, Jacksonville, and Wilmington |
| Caroline du Nord     | Selma          | Selma-Smithfield                 | Amtrak: Palmetto |
| Caroline du Nord     | Raleigh        | Raleigh                          | Amtrak: Piedmont, Silver Star GoRaleigh: R-Line, inbound 13, outbounds 7, 11 GoTriangle: outbounds 301, 303, 305 |
| Caroline du Nord     | Cary           | Cary                             | Amtrak: Piedmont, Silver Star GoCary: 3, 4, 5, 6 GoTriangle: 300, 301 |
| Caroline du Nord     | Durham         | Durham                           | Amtrak: Piedmont GoDurham: Toutes sauf 14, 20, 23 GoTriangle: 400, 405, 700, DRX, ODX Greyhound Buses Megabus |
| Caroline du Nord     | Burlington     | Burlington                       | Amtrak: Piedmont, Elon BioBus: Downtown/East Burlington Loop Alamance County Transportation Authority: on demand |
| Caroline du Nord     | Greensboro     | Greensboro                       | Amtrak: Piedmont, Silver Star GTA: all routes sauf 12A PART: 2, 4, 9, 10 Greyhound Buses |
| Caroline du Nord     | High Point     | High Point                       | Amtrak: Piedmont, Silver Star Hi tran: Toutes les routes PART: 3, 5 |
| Caroline du Nord     | Salisbury      | Salisbury                        | Amtrak: Piedmont, Silver Star Salisbury Transit: Toutes les routes Rowan Transit: Rowan Express |
| Caroline du Nord     | Kannapolis     | Kannapolis                       | Amtrak: Piedmont CK Rider: Blue, Brown Rowan Transit: Rowan Express |
| Caroline du Nord     | Charlotte      | Charlotte                        | Amtrak: Piedmont, Silver Star CATS: 11 |
|                      |                |                                  | |